# Save Rock and Roll
Save Rock and Roll peti je studijski album američkog rock sastava Fall Out Boy. Producirao ga je Butch Walker, a izdao ga je 16. travnja 2013. Island Records. Zbog različitih problema tijekom turneje i različitim mišljenjima obožavatelja oko njihovog četvrtog albuma Folie à Deux, članovi Fall Out Boya odlučili su otići na stanku krajem 2009. Tijekom stanke, svaki je član grupe razvio različite individualne glazbene interese. Sastav je osjetio da je stanka bila potrebna za odmor čime su opisali stanku kao "raskid", ali uz obećanje da će se vratiti u budućnosti.
Nakon nekoliko pokušaja ponovnog okupljanja, album je tajno snimljen u Rubyred Recordingsu u Kaliforniji tijekom jeseni 2012. Snimanja su označena kao želja za proizvodnju novog zvuka sastava u više modernijem načinu, s više isticanja pop glazbe. Sastav je doveo Butch Walkera na mjesto producenta, čime je ovaj album postao prvi koji nije producirao Neal Avron. S novom formom sastava, svaki je član kvarteta bio uključen u razvijanju novih kompozicija, iako su snimanja u početku bila teška. Save Rock and Roll sadržava vokale od Foxes, Big Seana, Courtney Love i Eltona Johna, koji pjeva na pjesmi albumovog imena.
Save Rock and Roll debitirao je brojem jedan na Billboard 200, čime je sastav zaradio svoj drugi broj jedan u karijeri. Vodeći singl albuma, "My Songs Know What You Did in the Dark (Light Em Up)" je ostvario platinastu nakladu u SAD-u i uspješno je pozicioniran na glazbenim ljestvicama diljem svijeta. Rolling Stone je opisao njihov povratak kao "više zadivljujući nego preporod", a album je prije svog izdavanja ostvarila pozitivne recenzije, iako je većina glazbenih kritičara bila neodlučna oko imena albuma pošto prema njima on nije potpuno rock snimka. Grupa je izdavanje albuma popratila objavom turneje Save Rock and Roll, u kojoj su uključeni nastupi po Europi i Americi, a također će nastupati i u klubovima i televiziji. Sastav planira snimiti video spot za svaku pjesmu s albuma u seriji koju su nazvali The Young Blood Chronicles. 

## Popis pjesama
Sve pjesme s albuma su napisali i kompozirali Andy Hurley, Patrick Stump, Joe Trohman i Pete Wentz, osim gdje je naznačeno.
| 1.                     | »The Phoenix«                                          | 4:04 |
| 2.                     | »My Songs Know What You Did in the Dark (Light Em Up)« | 3:08 |
| 3.                     | »Alone Together«                                       | 3:23 |
| 4.                     | »Where Did the Party Go«                               | 4:03 |
| 5.                     | »Just One Yesterday (feat. Foxes)«                     | 4:04 |
| 6.                     | »The Mighty Fall (feat. Big Sean)«                     | 3:32 |
| 7.                     | »Miss Missing You«                                     | 3:30 |
| 8.                     | »Death Valley«                                         | 3:30 |
| 9.                     | »Young Volcanoes«                                      | 3:24 |
| 10.                    | »Rat a Tat (feat. Courtney Love)«                      | 4:02 |
| 11.                    | »Save Rock and Roll (feat. Elton John)«                | 4:41 |
| Ukupno trajanje: 41:37 |                                                        |      |

- "Save Rock and Roll" sadržava interpolaciju iz prijašnje pjesme sastava "Chicago Is So Two Years Ago", koji se nalazi na njihovom albumu Take This to Your Grave.[4]

## Osoblje
| Fall Out Boy - Patrick Stump – vodeći vokal, gitara, klavir, dodatno programiranje i produciranje - Joe Trohman – gitara, klavir, dodatno programiranje i produciranje, prateći vokal - Pete Wentz – bas-gitara, dodatno produciranje, prateći vokal - Andy Hurley – bubnjevi, udaraljke, dodatno produciranje, prateći vokal Gostujući izvođači - Big Sean – gostujući vokal na "The Mighty Fall" - Courtney Love – gostujući vokal na "Rat a Tat" - Elton John – gostujući vokal, pijanist na "Save Rock and Roll" - Foxes – gostujući vokal na "Just One Yesterday" Artwork - Roger Stonehouse – naslovna slika - Pamela Littky – slika sastava - Marjan Malakpour – styling - Todd Russell – dizajn slika - Kristen Yiengst – producent slika i fotografija - Carol Corless – producent pakiranja | Produkcija - Butch Walker – producent, dodatni prateći vokali, udaraljke, programiranje i klavir - Jake Sinclair – audio inženjer, dodatni prateći vokali, udaraljke, programiranje i klavir - Todd Stopera – asistent inženjer - Laura Sisk – inženjer na "My Songs Know What You Did in the Dark (Light Em Up)" i "The Mighty Fall" - Grant Wndrbrd Michaels – inženjer "Rat a Tat" (Courtney Love vokali) - Peter Asher – produkcija "Save Rock and Roll" (Elton John vokali) - Matt Still – inženjer na "Save Rock and Roll" (Elton John vokali) - Manny Sanchez – dodatni inženjer i producent na "Miss Missing You" i "Rat a Tat" - Dave Sardy – miksanje - Mark "Spike" Stint – miksanje na "My Songs Know What You Did in the Dark (Light Em Up)" - Matty Green – asistent u miksanju na "My Songs Know What You Did in the Dark (Light Em Up)" - Greg Calbi – mastering - Joe Laporta – mastering na "The Mighty Fall", "Rat a Tat" i "Save Rock and Roll" - Rob Mathes – aranžiranje orkestra na "The Phoenix" i "Save Rock and Roll" - The London Symphony Orchestra – orkestracija na "The Phoenix" i "Save Rock and Roll" |

## Glazbene ljestvice

### Tjedne ljestvice
| Glazbena ljestvica (2013.)       | Pozicija |
| -------------------------------- | -------- |
| Španjolske album ljestvice       | 67       |
| SAD Billboard 200                | 1        |
| SAD Billboard Rock Albums        | 1        |
| SAD Billboard Digital Albums     | 1        |
| SAD Billboard Alternative Albums | 1        |

## Povijest izdavanja
| Regija                     | Datum             | Izdavačka kuća | Format                      |
| -------------------------- | ----------------- | -------------- | --------------------------- |
| Australija/Europa          | 12. travnja 2013. | Island Records | Digital download, CD, vinil |
| Ujedinjeno Kraljevstvo     | 15. travnja 2013. | Island Records | Digital download, CD, vinil |
| Sjedinjene Američke Države | 16. travnja 2013. | Island Records | Digital download, CD, vinil |